# 斯洛比德卡 (塔拉拉伊夫卡區)
50°46′16″N 33°5′45″E / 50.77111°N 33.09583°E
斯洛比德卡（烏克蘭語：Слобідка），是烏克蘭北部的村莊，隸屬切爾尼希夫州的普里盧基區。該村面積1.98平方公里，海拔高度161米，2001年人口222，人口密度每平方公里112.4人。